# 蒙蔵委員会
蒙蔵委員会（もうぞういいんかい）は、かつて存在した中華民国行政院に所属する政府官庁（十二部七会）の一つ。中華民国の行政区分における蒙古地方と西蔵地方の管理、その他各省のモンゴル族・チベット族の集住地区における行政、宗教、その他の各種関連事務を業務としていた。

## 概要
蒙蔵委員会の起源は、1912年に中華民国政府が内務部に設けた蒙蔵工作処であり、さらには清朝の理藩院・理藩部にまでさかのぼる。蒙蔵工作処は同年7月に中華民国国務院が管轄する蒙蔵事物局へと改編され、さらに1914年には総統府が管轄する蒙蔵院へと改編された。このような組織改編を経て現在の蒙蔵委員会が成立したのは、1928年に成立した南京国民政府が「中華民国政府組織法」を制定し、中央政府の組織を1929年に改編したことによる。
中華民国が中国大陸を統治していた期間、蒙蔵委員会は蒙古地方（1921年に独立）、察哈爾省、綏遠省、熱河省、西蔵地方（1913年に独立宣言）、西康省、青海省、甘粛省における民族宗教関連事務へ従事していた。そのため、1940年にダライ・ラマ14世の即位式典が開かれた際には、当時の蒙蔵委員会主任であった呉忠信を始めとする使節団を派遣し、式典終了後も1948年の強制退去まで「中華民国蒙蔵委員会駐蔵辦事処」としてラサにとどまり続けた。
国共内戦の敗北にともない、1949年に中華民国政府が南京から台北へと移転すると、蒙蔵委員会は中国大陸における業務を遂行することが不可能となり、その権力は脆弱なものとなった。ただし、台湾の中華民国政府が「中国の正統（合法）な国家」であることを自任し続け、中華民国による中国再統一に備えて国家組織を温存し続けたことから、蒙蔵委員会は存在し続けた。1949年以降、蒙蔵委員会は主にチベット亡命政府との交流や、モンゴル人民共和国（現：モンゴル国）との経済・教育・文化関連の交流を手掛けてきた。ただし、2002年に中華民国政府はモンゴル国の独立を実質的に承認し、外交部がウランバートルに台北貿易経済代表処を開設した（それまでの中華民国政府と蒙蔵委員会はモンゴル人民共和国を「偽蒙古人民共和国」と呼んで領有権を主張していた）。そのため、蒙蔵委員会は以前より業務範囲が狭まっている。
2017年、政府は2018年度の予算を計上しないことを明らかにし、蒙蔵委員会を廃止する法律を立法院に提出した。9月15日には業務が文化部が所管する蒙蔵文化センター、外交部、大陸委員会に移管され、11月28日に立法院は「蒙蔵委員会組織法」廃止法案を可決し、12月13日に正式に廃止された。

## 庁舎
蒙蔵委員会の庁舎は台北市中正区徐州路5号にあり、徐州路に面している。最寄の公共交通機関は、台北捷運台大医院駅である。